# Château de Rümligen
Le château de Rümligen (allemand : Schloss Rümligen) est un château situé à Rümligen dans le canton de Berne en Suisse. Il est listé comme bien culturel d'importance nationale.

## Histoire
Le château de Rümligen est construit à la fin du XIe siècle en tant que siège des barons de Rümligen sur le versant oriental du Längenberg (de) au-dessus de la vallée de la Gürbe. La partie la plus ancienne est le bergfried, qui a aujourd'hui un toit mansardé. Rümligen passe en 1515 à Burkhard Schütz et en 1634 à Hans Rudolf von Erlach.
Le futur avoyer de Berne Samuel Frisching (en) achète Rümligen à la famille Frisching (de) en 1684. Vers 1710, il fait construire les bâtiments résidentiels et transformer le château en édifice de style baroque. Johann Rudolf von Frisching (de) (1761-1838), fils de Franz Rudolf Frisching (en) (von Schlosswil), devient propriétaire du château de Rümligen par son mariage avec Elisabeth Sophie von Frisching (von Rümligen) (1773-1813). Après sa mort en 1838, le bâtiment revient à sa fille Sophie Rosine von Frisching et à son mari Friedrich Ludwig von Wattenwyl (de).
Le château appartient de 1927 à 1980 à Elisabeth de Meuron-von Tscharner (surnommée Madame de Meuron), fille de Ludwig von Tscharner et d'Anna (née von Wattenwyl). Il est ensuite en possession de sa petite-fille Sibylle von Stockar de 1980 à 2012.
Le château, mis en vente en 2015, est listé comme bien culturel d'importance nationale.

## Architecture
La construction est de forme rectangulaire. La tour nord, qui a sept étages, date en partie du Haut Moyen Âge et est également rectangulaire. La partie résidentielle rattachée à la tour date du Moyen Âge tardif. Son toit en appentis est agrandi après 1615. Le château connaît une première rénovation dans le style baroque en 1650 puis prend son apparence actuelle en 1709.